# Dicranomyia querula
Dicranomyia querula är en tvåvingeart som först beskrevs av Alexander 1937.  Dicranomyia querula ingår i släktet Dicranomyia och familjen småharkrankar. Inga underarter finns listade i Catalogue of Life.